# Hugyag, Nógrád
Hugyag  este un sat în districtul Balassagyarmat, județul Nógrád, Ungaria, având o populație de 925 de locuitori (2011). 

## Demografie
Componența etnică a satului Hugyag
     Maghiari (82,47%)
     Romi (17,53%)
Componența confesională a satului Hugyag
     Romano-catolici (69,73%)
     Fără religie (2,27%)
     Necunoscută (27,14%)
     Alte religii (1,62%)
Conform recensământului din 2011, satul Hugyag avea 925 de locuitori. Din punct de vedere etnic, majoritatea locuitorilor (82,47%) erau maghiari, cu o minoritate de romi (17,53%).  Din punct de vedere confesional, majoritatea locuitorilor (69,73%) erau romano-catolici, cu o minoritate de persoane fără religie (2,27%). Pentru 27,14% din locuitori nu este cunoscută apartenența confesională.